# Federazione calcistica dell'Ecuador
La Federazione calcistica dell'Ecuador (spa. Federación Ecuatoriana de Fútbol, acronimo FEF) è l'ente che governa il calcio in Ecuador.
Fondata nel 1925, si affiliò alla FIFA nel 1926 e al CONMEBOL l'anno seguente. Ha sede a Guayaquil e controlla il campionato nazionale e la Nazionale del paese.